# Adélaïde de Bourgogne
Pour les articles homonymes, voir Adélaïde de Bourgogne (homonymie) et Sainte Adélaïde.
Adélaïde de Bourgogne, parfois nommée Alice, née à Orbe (Urba) en Haute-Bourgogne vers l'an 931 et morte à l'abbaye de Seltz en Alsace le 16 décembre 999, est une princesse des Welf bourguignons, fille du roi Rodolphe II et de Berthe de Souabe. Elle fut reine d'Italie de 947 à 950 par son premier mariage avec le roi Lothaire II. Veuve, elle se remaria en 951 à Otton Ier, roi de Germanie, et elle devint reine de Germanie et à nouveau reine d'Italie, puis impératrice du Saint-Empire en 962.
Elle a été canonisée par le pape Urbain II en 1097, sa fête est le 16 décembre.

## Biographie

### Origines
Adélaïde, parfois nommée Alice, dite de Bourgogne, naît vers 931, peut-être à Orbe (actuel canton de Vaud), en Haute-Bourgogne. Elle est la fille du roi Rodolphe II († 937) et de son épouse Berthe († 966), fille du duc Bouchard II de Souabe.

### Mariages
En 947,,, à l'âge de seize ans,, elle est mariée à Lothaire II, qui a vingt ans, fils du roi d'Italie issu de la dynastie des Bosonides,,. Selon une chronique du XIe siècle, la Chronique de la Novalaise, son beau-père, Hugues d'Arles, l'aurait aussi, semble-t-il, violée « avant même qu'elle ne fût parvenue à la couche de son fils ». La jeune reine acquiert la réputation d'une grande bienfaitrice. 
Elle se retrouve veuve le 22 novembre 950, son mari ayant probablement été empoisonné par le puissant margrave Bérenger d'Ivrée. Ce dernier prend le pouvoir sur l'Italie à sa place et l'emprisonne après qu'elle eut refusé d'épouser son fils Aubert. Mais la reine réussit à appeler à son secours le roi de Germanie Otton Ier qui intervient, conquiert la ville de Pavie et détrône Bérenger en septembre 951. 
Otton Ier, veuf depuis 946, l'épouse pour asseoir son influence sur l'Italie, en 951. Le couple a quatre enfants, dont le futur empereur Otton II né en 955. Le 2 février 962, Adélaïde est couronnée impératrice du Saint-Empire avec son époux par le pape Jean XII à Rome. Elle met son influence auprès de l'empereur au service de l'Église et des pauvres. Elle favorise la réforme clunisienne.
Devenue une seconde fois veuve en mai 973, sa mésentente avec sa belle-fille Théophano provoque un premier éloignement de la cour par son fils Otton II. Après le décès de celui-ci, en décembre 983, elle doit pourtant s'allier avec sa bru pour arracher son petit-fils Otton III, encore mineur, à la garde d' Henri le Querelleur.
De la mort de Théophano en juin 991 à la majorité d'Otton III en 995, elle assure la régence de l'empire.

### Retraite et mort
On lui doit la fondation du monastère double de Seltz (Basse-Alsace), où elle se retire et meurt le 16/17 décembre 999, l'année où son ami Gerbert d'Aurillac devient pape sous le nom de Sylvestre II.
Devenue sainte Adélaïde, elle est fêtée le 16 décembre dans le calendrier catholique. On l'invoque pour résoudre les problèmes familiaux.

## Opéras
Antonio Salvi a écrit en 1722 le livret d'un opéra intitulé Adelaide qui fut mis en musique notamment par Giuseppe Maria Orlandini, Antonio Vivaldi, Nicola Porpora ainsi que par Georg Friedrich Haendel - ce dernier sous le nom de Lotario.
Rossini a composé l'opéra « Adelaide di Borgogna » sur un livret de Giovanni Federico Schmidt. Il a été joué pour la première fois au Teatro Argentina de Rome le 27 décembre 1817.